# Aslan (nome)
Aslan è un nome proprio di persona maschile usato in varie lingue, fra cui azero, ceceno, circasso, kazako, osseto e turco.

## Varianti
In alfabeto cirillico il nome è scritto Аслан (per kazako, ceceno e osseto), Аслъан (circasso occidentale) e Аслъэн (circasso orientale). In turco e in turkmeno è diffusa la variante Arslan.

## Origine e diffusione

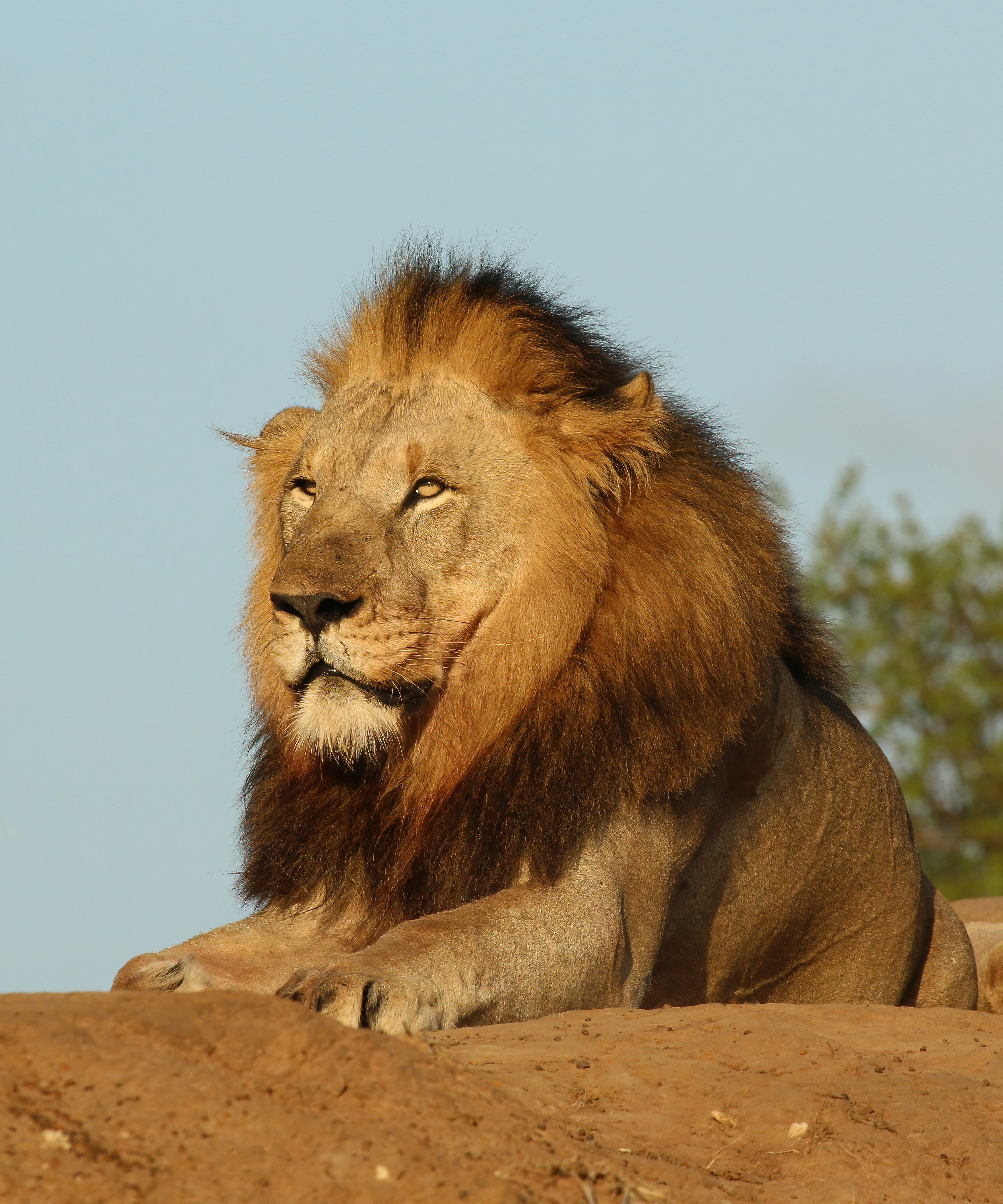
Un leone

Riprende il vocabolo turcico arslan, che vuol dire "leone", ed è quindi analogo per significato ai nomi Leone, Osama e Ari.
Il nome venne portato da diversi sovrani turchi durante il Medioevo, fra cui il selgiuchide Alp Arslan ("leone coraggioso") che scacciò i bizantini dall'Anatolia nell'XI secolo; il nome è noto anche perché venne adoperato dallo scrittore C. S. Lewis per il personaggio di Aslan (un leone) nella sua serie di romanzi fantasy Le cronache di Narnia.

## Onomastico
Il nome è adespota, non essendo portato da alcun santo. L'onomastico si può festeggiare il 1º novembre, per Ognissanti.

## Persone
- Aslan Abashidze, politico georgiano
- Aslan Bžania, politico abcaso
- Aslan Karacev, tennista russo
- Aslan Lappinagov, judoka russo
- Aslan Maschadov, militare e politico russo
- Aslan Tchakušinov, insegnante e politico russo